# Primera Autonómica Preferente de Castilla-La Mancha
La Primera Autonómica Preferente de Castilla-La Mancha es la sexta categoría de la pirámide futbolística del sistema de ligas de España en la comunidad autónoma de Castilla-La Mancha, siendo la primera organizada de manera exclusiva por la Federación de Fútbol de Castilla-La Mancha.

## Sistema de competición
La Primera Autonómica Preferente es un torneo de fútbol organizado por la Federación de Fútbol de Castilla-La Mancha (FFCM) cuyos miembros son los propios clubes de la región.
La competición se celebra anualmente desde finales de agosto o principios de septiembre hasta mayo o junio del año siguiente. Participan 36 equipos distribuidos en dos grupos de 18, agrupados por proximidad geográfica. Cada equipo juega 34 partidos, enfrentándose dos veces contra cada rival, una en casa y otra como visitante. El calendario se determina mediante sorteo antes del inicio de la temporada.
La clasificación se basa en el sistema de puntos: tres puntos por victoria, uno por empate y ninguno por derrota. En caso de empate a puntos entre dos equipos, los criterios de desempate son:
1. Diferencia de goles en los enfrentamientos directos.
2. Diferencia de goles en todos los partidos del campeonato.
3. Mayor número de goles a favor en todos los partidos del campeonato.

Si el empate es entre tres o más equipos, los criterios de desempate son:
1. Mejor puntuación en los partidos entre los equipos implicados.
2. Diferencia de goles en los partidos entre los equipos implicados.
3. Diferencia de goles en todos los partidos del campeonato.
4. Mayor número de goles a favor en todos los partidos del campeonato.

El equipo con más puntos en cada grupo asciende directamente a la Tercera Federación mientras que los subcampeones de cada grupo disputan una eliminatoria para determinar un tercer ascenso. Por otro lado, los cuatro últimos equipos de cada grupo descienden a la Primera División Autonómica, mientras que los primeros y segundos de los cuatro grupos de esta categoría ascienden para reemplazarlos.
Las normas federativas prevén la cobertura de vacantes debido a ascensos, renuncias o decisiones administrativas. Estas vacantes las cubren los clubes de la categoría inferior con mejor derecho deportivo, excepto cuando un equipo ha descendido por motivos administrativos y no deportivos; en tal caso, dicho equipo tiene prioridad para cubrir la vacante en la categoría superior.

## Equipos 2024-25

### Grupo I
| Equipo                                      | Ciudad                | Provincia   | Estadio                                     |
| ------------------------------------------- | --------------------- | ----------- | ------------------------------------------- |
| C.D. Atlético Tomelloso                     | Tomelloso             | Ciudad Real | Municipal Paco Gálvez                       |
| U.B. Conquense "B"                          | Cuenca                | Cuenca      | Los Tiradores                               |
| C.F. La Solana                              | La Solana             | Ciudad Real | La Moheda                                   |
| C.D. Miguelturreño                          | Miguelturra           | Ciudad Real | Municipal de Miguelturra                    |
| U.D. Almansa                                | Almansa               | Albacete    | Municipal Paco Simón                        |
| Sporting de Alcázar C.F.                    | Alcázar de San Juan   | Ciudad Real | Polideportivo municipal Manuel Delgado Meco |
| A.D. Campillo                               | Campillo de Altobuey  | Cuenca      | Virgen de la Loma                           |
| Atlético Teresiano                          | Malagón               | Ciudad Real | Félix Barrero                               |
| U.D. Carrión                                | Carrión de Calatrava  | Ciudad Real | Nuestra Señora de la Encarnación            |
| E.F.B. La Roda Rodacal Beyem                | La Roda               | Albacete    | Municipal Nuevo Maracañi                    |
| A.D. San Clemente                           | San Clemente          | Cuenca      | Municipal de San Clemente                   |
| C.D.B. Herencia                             | Herencia              | Ciudad Real | Municipal Fernández de la Puebla            |
| C.D. Quintanar                              | Quintanar de la Orden | Toledo      | Alfonso Viller García                       |
| La Roda C.F.                                | La Roda               | Albacete    | Municipal Nuevo Maracañi                    |
| C.F. Almodóvar                              | Almodóvar del Campo   | Ciudad Real | Miguel Hernández                            |
| C.D. Manchego Provencio                     | El Provencio          | Cuenca      | Municipal El Provencio                      |
| Motilla C.F.                                | Motilla del Palancar  | Cuenca      | El Carrascal                                |
| C.P. Cultural Valdeganga                    | Valdeganga            | Albacete    | Municipal Valdeganga                        |
| Datos actualizados a: 15 de octubre de 2024 |                       |             |                                             |

### Grupo II
| Equipo                                      | Ciudad                   | Provincia   | Estadio                     |
| ------------------------------------------- | ------------------------ | ----------- | --------------------------- |
| C.F. Alovera                                | Alovera                  | Guadalajara | Nuevo Tomillar              |
| A.D. Torpedo 66                             | Cebolla                  | Toledo      | Municipal Cebolla           |
| Academia Albiceleste                        | Guadalajara              | Guadalajara | Jerónimo Morena             |
| A.D. San José Obrero                        | Cuenca                   | Cuenca      | Obispo Laplana              |
| C.D. Yuncos                                 | Yuncos                   | Toledo      | Complejo Villa de Yuncos    |
| C.D. Guadalajara "B"                        | Guadalajara              | Guadalajara | Municipal Fuente de la Niña |
| C.D. Villa                                  | La Villa de Don Fadrique | Toledo      | Municipal Gregorio Vela     |
| C.D. Sonseca                                | Sonseca                  | Toledo      | Martín Juanes               |
| C.D. Pantoja                                | Pantoja                  | Toledo      | Marqueses de Manzanedo      |
| C.D. Torrijos                               | Torrijos                 | Toledo      | Municipal San Francisco     |
| C.D. Madridejos                             | Madridejos               | Toledo      | Campo de fútbol nuevo       |
| C.F. Talavera de la Reina "B"               | Talavera de la Reina     | Toledo      | Diego Mateo Zarra           |
| Orgaceño C.F.                               | Orgaz                    | Toledo      | Municipal del Socorro       |
| C.F. Polígono Toledo                        | Toledo                   | Toledo      | Polígono                    |
| C.D.E. Fuensalida                           | Fuensalida               | Toledo      | Alejandro González          |
| Sporting Cabanillas F.C.                    | Cabanillas del Campo     | Guadalajara | Municipal Ramiro Almendros  |
| Santa Cruz UJAF C.F.                        | Santa Cruz de la Zarza   | Toledo      | Gregorio Lázaro             |
| C.D. Mocejón                                | Mocejón                  | Toledo      | Polideportivo municipal     |
| Datos actualizados a: 15 de octubre de 2024 |                          |             |                             |

## Temporadas
- Primera Autonómica Preferente 2010-11.
- Primera Autonómica Preferente 2011-12.
- Primera Autonómica Preferente 2012-13.
- Primera Autonómica Preferente 2013-14.
- Primera Autonómica Preferente 2014-15.

## Divisiones nacionales y autonómicas en Castilla-La Mancha
| 1.ª | Primera División de España                          |
| 2.ª | Segunda División de España                          |
| 3.ª | Primera Federación                                  |
| 4.ª | Segunda Federación                                  |
| 5.ª | Tercera Federación                                  |
| 6.ª | Primera Autonómica Preferente de Castilla-La Mancha |
| 7.ª | Primera División Autonómica de Castilla-La Mancha   |
| 8.ª | Segunda División Autonómica de Castilla-La Mancha   |